# Canthidium sladeni
Canthidium sladeni е вид бръмбар от семейство Листороги бръмбари (Scarabaeidae). Видът не е застрашен от изчезване.

## Разпространение и местообитание
Разпространен е в Бразилия (Мато Гросо).
Обитава национални паркове и савани.